# 마이클 카이틀리
마이클 존 카이틀리(Michael John Kightly, 1986년 1월 24일 ~ )는 잉글랜드의 전 축구 선수로, 포지션은 윙어다.